# Boitatá

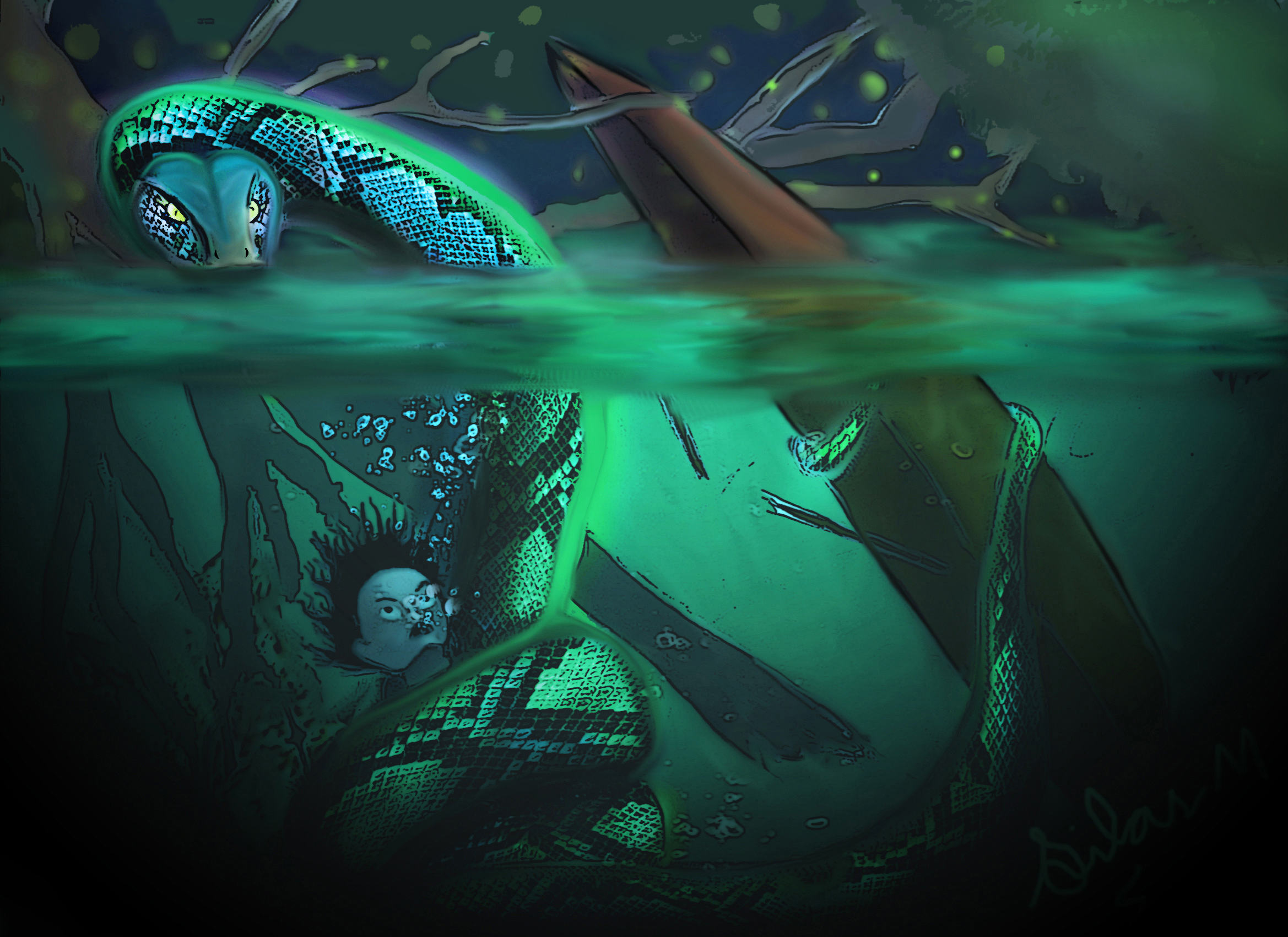
Boitatá capturando um caçador

Boitatá é um termo oriundo da língua tupi usado para designar, em todo o Brasil, o fenômeno do fogo-fátuo, e deste derivando algumas entidades míticas, das primeiras registradas no país.

## Etimologia e variantes nominais
O termo mais difundido é boitatá, que é a junção das palavras tupis mba'e e tatá, significando coisa e fogo, respectivamente. Significa, assim, coisa de fogo, pois de acordo com o folclore brasileiro, é uma grande serpente incandescente.
No Sul, é chamado de baitatá ou batatá e até mesmo de boitatá. Na Bahia, aparece como biatatá. Em Minas Gerais chamam-no de bata. No Nordeste, é comum o termo batatão. Nos estados de Sergipe e Alagoas, recebem os nomes de Jean de la foice ou Jean Delafosse.

## Primeiros registros
Em 1560 registrou o Padre José de Anchieta:
"Há também outros (fantasmas), máxime nas praias, que vivem a maior parte do tempo junto do mar e dos rios, e são chamados baetatá, que quer dizer coisa de fogo, o que é o mesmo como se se dissesse o que é todo de fogo. Não se vê outra coisa senão um facho cintilante correndo para ali; acomete rapidamente os índios e mata-os, como os curupiras; o que seja isto, ainda não se sabe com certeza." (in: Cartas, Informações, Framentos Históricos, etc. do Padre José de Anchieta, Rio de Janeiro, 1933)
O biólogo Hitoshi Nomura afirma: "Como aquele fogo vivo se deslocava, deixando um rasto luminoso, um facho cintilante correndo para ali, anotava o jesuíta, veio a imagem da marcha ondulada da serpente".

## Folclore
No folclore brasileiro, o Boitatá (Mboitatá) é uma gigantesca cobra-de-fogo, que assim como o Cobra-Grande é um terror que viva nas águas. É o guardião do campo servindo sob a Jaci (deusa geral dos vegetaes), u se transformar também numa tora em brasa, queimando aqueles que põem fogo nas campos, matas e florestas.
A origem deste mito está ligada a um fenômeno chamado fogo-fátuo. A decomposição de matéria orgânica, seja de vegetação ou animais mortos, libera gases que inflamam-se espontaneamente em contato com ar. Correntes de ar causadas pela passagem de uma pessoa nas proximidades podem deslocar as chamas fazendo com que pareçam uma cobra de fogo que a persegue.
Na obra Lendas do Sul (1913), de João Simões Lopes Neto, há um conto com esse nome que descreve bem a lenda.  Foi essa imagem que se consagrou na imaginação popular. Descreve-se o Boitatá "ora como uma cobra preta, ora como uma cobra grande, de olhos luminosos como dois faróis".
No Rio Grande do Sul, uma lenda versão indígena (dada por Lopes Neto) narra que houve um período de noite sem fim nas matas. Além da escuridão, houve uma enorme enchente causada por chuvas torrenciais. Assustados, os animais correram para um ponto mais elevado a fim de se protegerem. A boiguaçu, uma cobra que vivia numa gruta escura, acordou com a inundação e, faminta, decidiu sair em busca de alimento, com a vantagem de ser o único bicho acostumado a enxergar na escuridão. Decidiu comer a parte que mais lhe apetecia: os olhos dos animais. De tanto comê-los, foi ficando toda luminosa, cheia de luz de todos esses olhos. Seu corpo transformou-se em ajuntadas pupilas rutilantes, bola de chamas, clarão vivo, boitatá, cobra de fogo. Ao mesmo tempo a alimentação frugal deixou a boiguaçu muito fraca. "Ela morre e reaparece nas matas como uma serpente com olhos semelhantes a dois faróis, couro transparente, que cintila nas noites em que aparece deslizando nas campinas , nas beiras dos rios". Quem encontra esse ser fantástico nas campinas pode ficar cego, morrer e até enlouquecer. Assim, para evitar o desastre, os homens acreditam que têm que ficar parados, sem respirar, e de olhos bem fechados. A tentativa de escapar da cobra apresenta riscos porque o ente pode imaginar fuga de alguém que ateou fogo nas matas. No Rio Grande do Sul, acredita-se que o "boitatá" é o protetor das matas e das campinas. A verdade é que a ideia de uma cobra luminosa, protetora de campinas e dos campos aparece freqüentemente na literatura, sobretudo nas narrativas do Rio Grande do Sul.
O boitáta em Santa Catarina, descrito por Crispim Mira (1920), foi "grande como um touro, com patas como a dos gigantes e com um enorme olho bem no meio da testa, a brilhar que nem um tição de fogo".
Ainda hoje, essa lenda folclórica impressiona adultos e crianças, sendo citada, inclusive, como personagem de destaque em várias obras contemporâneas como, por exemplo, “Quem tem medo do Boitatá?”, de Manuel Filho, lançada em 2007. Nesta história infanto-juvenil, o avô do protagonista, Sandrinho, é cego pelo próprio Boitatá. A serpente também é relembrada na história de José Santos, “O casamento do Boitatá com a Mula-sem-cabeça”, onde o autor descreve de forma lúdica a união de vários seres do folclore brasileiro. O mito, em sua versão sincrética, aparece ainda no livro "A lenda do Batatão", de Marco Haurélio, escrito em sextilhas de cordel. O Batatão, embora conserve sua característica ígnea, se aproxima das almas penadas. Nas referidas obras, assim como em muitas outras, o ser fantástico é citado como “o Boitatá”, mas é possível encontrar citações como “a Boitatá” tal como ocorre na obra recente de Alexandra Pericão, "Uaná, um curumim entre muitas lendas", em que a serpente, também comedora de olhos, é descrita de um jeito bem contemporâneo, com citações divertidas, como “Mas ninguém, até hoje, e isso é o mais espantoso de tudo, conseguiu colocar uma foto sua na internet. Apesar do tamanho gigante, a serpente é tão discreta, que só conseguem vê-la aqueles que ela mesmo captura”. Também João Simões Lopes Neto, em obra supramencionada, refere-se ao ser no feminino, valendo citar o trecho: “Foi assim e foi por isso que os homens, quando pela primeira vez viram a boiguaçu tão demudada, não a conheceram mais. Não conheceram e julgando que era outra, muito outra, chamam-na desde então, de boitatá, cobra do fogo, boitatá, a boitatá!”.